# Монастырь Липле
Монастырь Липле (серб. Манастир Липље, босн. и хорв. Manastir Liplje) в честь Благовещения Пресвятой Богородицы — монастырь Баня-Лукской епархии Сербской православной церкви. Расположен на границе общин Теслич и Котор-Варош Республики Сербской (Босния и Герцеговина).

## История
Народное предание приписывает основание монастыря Стефану Немани и святому Савве. Над западным входом, написано, что обитель была основана в 1219 году, но сама надпись была сделана только в 1879 году. Поселение Липле упоминается в 1273 году, но сам монастырь был упомянут только во второй половине XV века в помяннике монастыря Добрун, где были перечислены имена липлянских монахов. Сам помянник утрачен 6 апреля 1941 года в ходе немецких бомбардировок Белграда. В 1576 году упомянуто рукоположение в сан священника липлянского монаха Илии.
В начале XVII века в Липле действовал скрипторий. Согласно записи писца Даниила, в 1615 году монастырь переживает наводнение, разрушившее его до основания. В воде погибли десять монахов и четыре дьяка, только трое сумели спастись. Возможно, что эта запись относится не к самом монастырю Липле, а к его метоху в каньоне реки Бистрица, потому что это бы значило, что монастырская церковь построена после 1615 года, что в свою очередь противоречит данным научных исследований. Такую точку зрения разделял профессор Светозар Душанич.
В конце XVII века, в ходе Великой турецкой войны, монастыри Липле и Ступле были уничтожены турками. Их братия сбежала в славонский монастырь Ораховица. Они перенесли в Ораховицу также и книги со своих монастырей, где они хранились до войны 1991 года.
В отличие от Ступле, Липле не был полностью заброшен. В XVIII—XIX веках монастырская церковь использовалась как приходская. В 1858 году было получено разрешение на ремонт храма, но сами ремонтные работы начались только в 1867 году и продолжались до 1879 года. Тогда же посвящение церкви сменили со святителя Николая на Благовещение Пресвятой Богородицы. В 1922 году к западному фасаду пристроена массивная колокольня, снесённая в 1980-х. Во время Второй мировой войны церковь пострадала от бомбардировок.
В 1965 году Липлянский монастырь был восстановлен. В 1984 году была завершена очередная реконструкция монастыря. 9 августа 1998 года патриарх Сербский Павел освятил новый корпус монастыря.